# Midnight (canção de Joe Satriani)
Midnight é uma canção de rock instrumental do guitarrista virtuoso estadunidense Joe Satriani, lançada no álbum Surfing with the Alien de 1987. A música utiliza uma técnica peculiar de tapping com as duas mãos em ritmo alto, evocando um efeito de estilo de fingerstyle espanhol. Além da guitarra, um Casio CZ-101 foi usado para gravar a flauta e instrumentos orquestrais na música.
Sobre sua composição, Satriani disse o seguinte: "“Midnight” foi totalmente escrita em notação musical. Estava tudo na minha cabeça - eu nem tinha um violão nas mãos, então não havia nenhuma preocupação em tocá-lo com batidas com as duas mãos. Assim que senti que era uma bela peça musical, decidi que não queria dedilhar acordes e tocar a melodia exageradamente. Então descobri uma maneira de tocar ambas as partes usando o tapping com as duas mãos. Isso demorou muito. Eu estava experimentando o tapping, mas realmente queria seguir uma direção diferente do Eddie Van Halen, que normalmente tocava linhas de uma única nota. Eu não queria entrar em seu território. Felizmente, trabalhar esse ajuste rapidamente me fez seguir uma direção totalmente diferente. É interessante que, ao não abordá-lo originalmente de um ponto de vista técnico, fui levado a expandir a minha técnica, porque não tinha a capacidade de tocar com as duas mãos quando o escrevi pela primeira vez".

## Receptividade
De acordo com o Washington Post, essa música é única pois Satriani usou "o toque sutil de harmônicos e uma técnica de tapping com as duas mãos para criar uma atmosfera suave de chuva."
Para a revista Guitar Player Magazine, essa música é "uma epifania para os seringueiros de duas mãos. Determinado a não repetir o que já havia sido feito, Satriani desenvolveu uma maneira engenhosa de dar vida à peça, empregando dois padrões diferentes de tapping com as duas mãos para tocar arpejos e acordes quebrados".
O site classicrockreview deu a canção uma nota 10 de 10, afirmando que ela "tem uma som muito nítido e melodia maravilhosa", além de "sua técnica de tapping com as duas mãos em “Midnight” é um espetáculo para ser visto".

### Prêmios e Listas de Melhores
- O site London Guitar Show ranqueou esta música na posição Nº 2 da lista "The 10 Most Epic Guitar Songs in History".[10] Ao justificar a colocação da música nessa posição, o site disse o seguinte: "puramente baseada em tapping, onde toda a melodia é baseada na técnica. Uma abertura hipnotizante e uma progressão energética, esta quase supera Tears in the Rain em pura mística e maravilha".[10]
- Midnight é uma das canções presentes na lista "6 Impressive Guitar Tapping Solos", do site guitargearfinder.com[11]. Para eles, com essa música, Satriani "leva a técnica (de two-hands tapping) a uma nova direção. Ela não segue um ritmo rígido. Satriani acelera e desacelera o tempo todo".[11].
- Posição 50 da lista "Top 75 Most Difficult Guitar Songs" do site oldtimemusic.com.[12]
- Presente na lista "100 Best Songs to Improve your Guitar Playing Ability", do site https://prosoundhq.com/[13].

## Curiosidades
- Em 1994, a música fez parte da trilha-sonora do file Loucuras de um Divórcio[14].
- É a musica preferida do guitarrista Joel Hoekstra[15].
- Em entrevista à revista Guitar World Magazine, o guitarrista Tyler Larson disse que sua música "Pops", presente no álbum Lotus (2023), foi inspirada em Midnight.[16]